# Elisabeth Leonskaja
Elizaveta Il'inična Leonskaja, in russo Елизавета Ильинична Леонская?, nota in occidente come Elisabeth Leonskaja (Tbilisi, 23 novembre 1945), è una pianista georgiana naturalizzata austriaca.

## Biografia
Nacque da una famiglia di origine ebreo-polacca a Tbilisi, allora capitale della RSS Georgiana. 
Diede il suo primo concerto in pubblico all'età di 11 anni. Nel 1964 iniziò gli studi al Conservatorio di Mosca sotto la guida di Jakov Mil'štejn. Durante gli anni del conservatorio vinse premi in concorsi musicali a Bucarest, Bruxelles, Parigi.
Nel 1978 lasciò l'Unione Sovietica per trasferirsi a Vienna, dove vive ancora oggi.
Una sua nota incisione discografica è quella in cui interpreta la trascrizione per due pianoforti di Edvard Grieg delle sonate K. 545 e K. 533/494 di Mozart, insieme a Sviatoslav Richter.